# Xiannü
Xiannü (kinesiska: 仙女, 江都市, pinyin Xiānnǚ, Jiāngdū shì) är en häradshuvudort i Kina. Den ligger i provinsen Jiangsu, i den östra delen av landet, omkring 82 kilometer nordost om provinshuvudstaden Nanjing. Antalet invånare är 1 006 372. Befolkningen består av 520 454 kvinnor och 485 918 män. Barn under 15 år utgör 11,0 %, vuxna 15-64 år 73 %, och äldre över 65 år 14,0 %.
Runt Xiannü är det tätbefolkat, med 613 invånare per kvadratkilometer. Närmaste större samhälle är Yangzhou, 12,2 km väster om Xiannü. Trakten runt Xiannü består till största delen av jordbruksmark.
Genomsnittlig årsnederbörd är 1 302 millimeter. Den regnigaste månaden är juli, med i genomsnitt 255 mm nederbörd, och den torraste är januari, med 30 mm nederbörd.